# Alberto Durant
Alberto Durant (Perú, 23 de gener de 1951), també conegut com a Chicho Durand, és un director de cinema que ha filmat diverses pel·lícules i que també exerceix la docència en aquest art.

## La seva relació amb el cinema
En 1968 va estudiar < la Rice University, de Houston, Estats Units gràcies a una beca de la Fundació Teagle. Durant el seu últim any en la universitat es va interessar al cinema i va realitzar dos curtmetratges experimentals al Rice Media Center. El 1974 va anar a l'Institute des Arts de Diffusion de Brussel·les, Bèlgica a estudiar cinema i a l'any següent el va fer en el London International Film School, on es va graduar en 1977.
De retorn al Perú va seguir vinculat al cinema treballant com a assistent d'edició i assistent de càmera al mateix temps que escrivia crítiques de cinema en un setmanari local e col·laborava en 1979 en la formació de la Cinemateca de Lima.
Des de llavors ha realitzat diversos documentals i ha dirigit quatre pel·lícules de llargmetratge, que han estat mostrats en importants festivals del món i obtingut diversos premis internacionals.
El primer llargmetratge que va dirigir va ser Ojos de perro, estrenat en 1983, que va ser possiblement el primer intent al cinema peruà amb l'estètica del realisme màgic. És un film ambientat en la dècada de 1920 construït a la manera d'una successió de retaules, registrats a través del pla seqüència, narrant l'experiència de la creació d'un sindicat en una hisenda sucrera.

## Filmografia
Director
- Ojos de perro (1983)
- En la tierra de los Awuajunti (1984) Documental
- Malabrigo (1986)
- Alias 'La Gringa' (1991)[4]
- Coraje (1999)
- Doble juego (2004)
- Yuyanapaq. Para recordar (2005) (curtmetratge documental)
- El premio (2009)
- Cuchillos en el cielo (2013)

Guionista
- Ojos de perro (1983)
- Malabrigo (1986)
- Alias 'La Gringa' (1991)
- Doble juego (2004)
- Yuyanapaq. Para recordar (2005) (curtmetratge documental)
- El premio (2009)
- Cuchillos en el cielo (2013)

Productor
- Coraje (1999)
- State of Fear (2005) Documental (productor consultor)
- Cuchillos en el cielo (2013)

## Premis
En el Festival de Cinema de Bogotà de 1991 va ser guardonat amb el Premi a la millor pel·lícula Cercle precolombí d'Or per Alias 'La Gringa' i pel film Doble juegova ser seleccionat com a candidat al Premi Índia Catalina d'Or a la Millor pel·lícula en el Festival Internacional de Cinema de Cartagena de Indias en 2005.